# Kurt Wikstedt
Kurt Wikstedt, född 22 december 1920 i Ekenäs, död 2 september 2011 i Grankulla, var ett finlandssvensk industriråd känd som sin tids "elektronikguru" i Finland och avsevärt viktig för Nokias början inom elektronik och mobiltelefoni från 1960-talet till mitten av 1980-talet.
Wikstedt blev diplomingenjör vid Tekniska högskolan i Helsingfors 1948. Wikstedt började sin Nokia-karriär i slutet av 1940-talet i Kabelfabriken. Han började vid Nokias elektronikavdelning 1962 och blev chef för den nyskapade affärsavdelningen Ab Nokia Oy år 1967. Till Wikstedts förtjänster hör satsningen på mobiltelefoni, samarbetsavtal med Salora 1975, och skapande av Mobira Oy 1979 - som allt lade grunden för 1990-talets Nokia.
Wikstedt var major i reserven. Han fungerade som eldledare under fortsättningskrigets stora strider år 1944 på Karelska näset och i Viborg. Wikstedt blev sårad sju gånger.